# 吴卓凡
吴卓凡（1995年9月26日—），中国内地女歌手，生於江苏苏州。

## 经历
2016年，参加东方卫视选秀节目《加油！美少女》。同年12月，在组合
ACEMAX-RED出道。
2017年11月，随组合参加韩国选秀《The Unit》，表演防弹少年团的《血汗淚》，最终排名第50。
2018年10月，参加东方卫视《中国梦之声·下一站传奇》，并成为Legal High女子组合一员。

## 影视作品

### 綜藝節目
| 年份   | 名稱                  | 期數  | 备注                     |
| ------ | --------------------- | ----- | ------------------------ |
| 2016年 | 《加油！美少女》      |       |                          |
| 2017年 | 《The Unit》          | 1~5期 | 韩国偶像競演養成類真人秀 |
| 2018年 | 中國夢之聲·下一站傳奇 | 全集  |                          |